# Platocoelotes imperfectus
Platocoelotes imperfectus là một loài nhện trong họ Amaurobiidae.
Loài này thuộc chi Platocoelotes. Platocoelotes imperfectus được Jia-Fu Wang & Peter Jäger miêu tả năm 2007.